# 1978 en architecture
| Années de l'architecture : 1975 - 1976 - 1977 - 1978 - 1979 - 1980 - 1981    |
| Décennies de l'architecture : 1940 - 1950 - 1960 - 1970 - 1980 - 1990 - 2000 |

Cet article présente les faits marquants de l'année 1978 en architecture.

## Réalisations
- Le Skywalker Ranch de George Lucas en Californie.

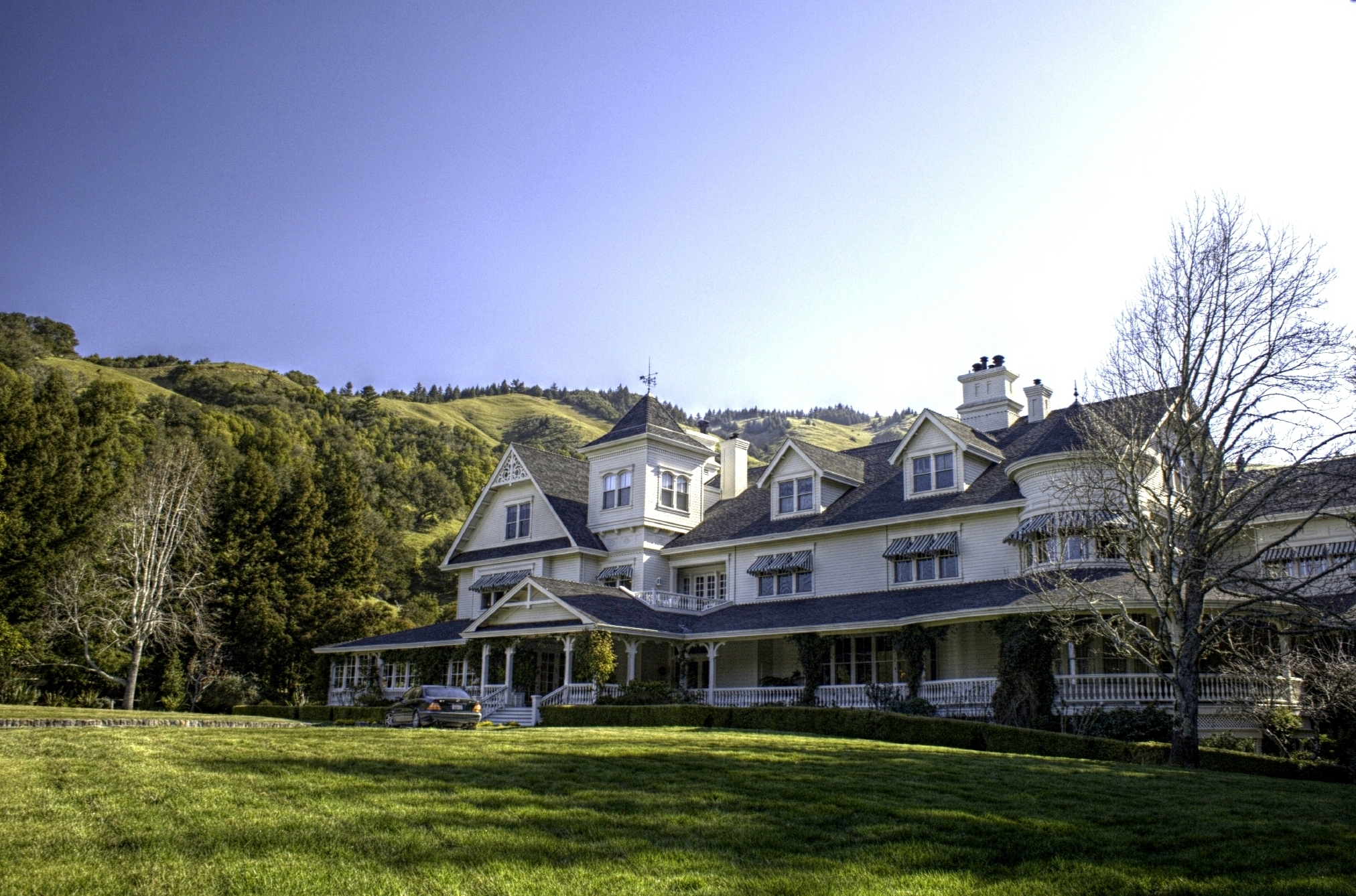
Bâtiment principal du Skywalker Ranch.

## Récompenses
- Grand prix national de l'architecture : Jean Renaudie.
- Médaille Alvar Aalto : James Stirling.

## Naissances
- x

## Décès
- 9 mai : Albert Laprade (° 29 novembre 1883).
- 21 août : Charles Eames (° 17 juin 1907).
- 9 septembre : Marcel Lods (° 16 août 1891).
- 22 octobre : Georges-Henri Pingusson (° 26 juillet 1894).
- 28 novembre : Carlo Scarpa (° 2 juin 1906).
- 17 décembre : François Bérenger (° 21 juin 1901) .